# Chevincourt
Chevincourt est une commune française située dans le département de l'Oise en région Hauts-de-France. Ses habitants sont appelés les Chevincourtois.

## Géographie

### Description
Chevincourt est un bourg périurbain picard du Compiégnois dans l'Oise, situé à 10 km au nord de Compiègne, 38 km au nord-ouest de Soissons, 50 km au sud-ouest de Saint-Quentin, 60 km au sud-est cd'Amiens et à l'est de Beauvais.
La commune s'étend sur 8,16 km2 et son altitude moyenne est à 45 m. Le sentier de grande randonnée RG 123 tangente à l'ouest le territoire communal, sur la Montagne du Paradis.
Elle est proche (environ 24 km) du parc naturel régional Oise-Pays de France.

### Communes limitrophes
Chevincourt est entourée par les communes de Mélicocq, Marest-sur-Matz et Villers-sur-Coudun

### Hydrographie

#### Réseau hydrographique
La commune est située dans le bassin Seine-Normandie. Elle est drainée par le Matz, le ruisseau des Loyaux et un autre petit cours d'eau,.
Le Matz constitue la limite sud de la commune. D'une longueur de 25 km, il prend sa source dans la commune de Canny-sur-Matz et se jette  dans l'Oise à Montmacq, après avoir traversé 17 communes. Bordé de zones humides, est apprécié des pêcheurs.
Le ruisseau des Loyaux, qui se jette dans le Matz, draine la commune du nord au sud, ainsi que le ruisseau de Saint-Amand .

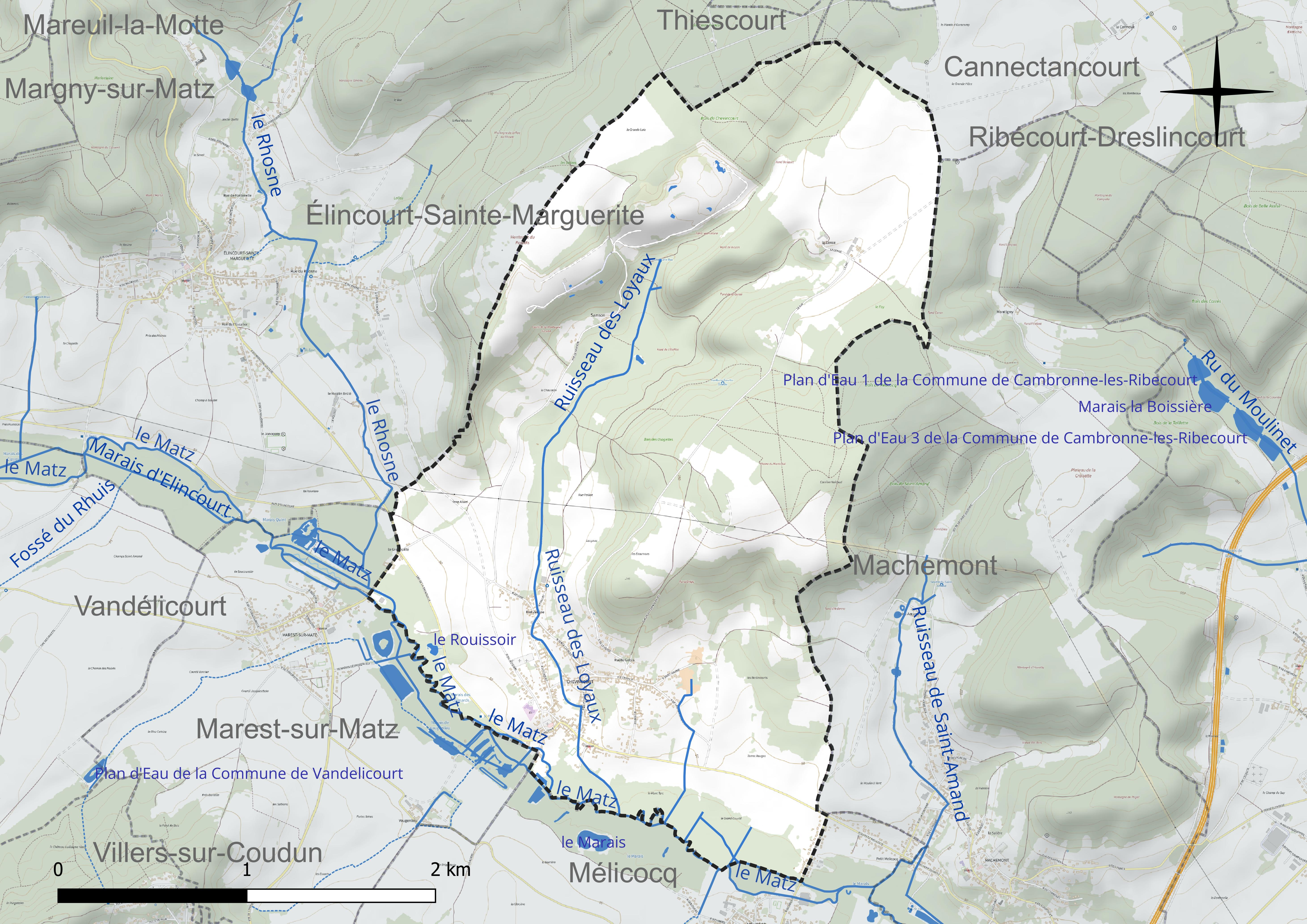
Réseau hydrographique de Chevincourt.

Un plan d'eau complète le réseau hydrographique : le Rouissoir (0,2 ha),.

#### Gestion et qualité des eaux
Le territoire communal est couvert par le schéma d'aménagement et de gestion des eaux (SAGE) « Sensée ». Ce document de planification concerne un territoire de 1 013 km2 de superficie, délimité par le bassin versant de l'Oise moyenne. Le périmètre a été arrêté le 24 avril 2017 et le SAGE est, en 2024, encore en élaboration. La structure porteuse de l'élaboration et de la mise en œuvre est le syndicat mixte du SAGE Oise-Moyenne (SMOM).
La qualité des cours d'eau peut être consultée sur un site dédié géré par les agences de l'eau et l'Agence française pour la biodiversité.

### Climat
Pour des articles plus généraux, voir Climat des Hauts-de-France et Climat de l'Oise.
En 2010, le climat de la commune est de type climat océanique dégradé des plaines du Centre et du Nord, selon une étude du CNRS s'appuyant sur une série de données couvrant la période 1971-2000. En 2020, Météo-France publie une typologie des climats de la France métropolitaine dans laquelle la commune est exposée à un climat océanique et est dans la région climatique Nord-est du bassin Parisien, caractérisée par un ensoleillement médiocre, une pluviométrie moyenne régulièrement répartie au cours de l'année et un hiver froid (3 °C).
Pour la période 1971-2000, la température annuelle moyenne est de 10,8 °C, avec une amplitude thermique annuelle de 15 °C. Le cumul annuel moyen de précipitations est de 736 mm, avec 12 jours de précipitations en janvier et 8,9 jours en juillet. Pour la période 1991-2020, la température moyenne annuelle observée sur la station météorologique la plus proche, située sur la commune de Margny-lès-Compiègne à 9 km à vol d'oiseau, est de 11,2 °C et le cumul annuel moyen de précipitations est de 633,5 mm,. Pour l'avenir, les paramètres climatiques de la commune estimés pour 2050 selon différents scénarios d'émission de gaz à effet de serre sont consultables sur un site dédié publié par Météo-France en novembre 2022.

## Urbanisme

### Typologie
Au 1er janvier 2024, Chevincourt est catégorisée ceinture urbaine, selon la nouvelle grille communale de densité à sept niveaux définie par l'Insee en 2022.
Elle est située hors unité urbaine. Par ailleurs la commune fait partie de l'aire d'attraction de Compiègne, dont elle est une commune de la couronne,. Cette aire, qui regroupe 101 communes, est catégorisée dans les aires de 50 000 à moins de 200 000 habitants,.

### Occupation des sols
L'occupation des sols de la commune, telle qu'elle ressort de la base de données européenne d'occupation biophysique des sols Corine Land Cover (CLC), est marquée par l'importance des forêts et milieux semi-naturels (42,5 % en 2018), une proportion sensiblement équivalente à celle de 1990 (43,3 %). La répartition détaillée en 2018 est la suivante : 
forêts (42,5 %), terres arables (33,4 %), zones urbanisées (8,4 %), mines, décharges et chantiers (6,8 %), zones agricoles hétérogènes (5,9 %), prairies (3 %). L'évolution de l'occupation des sols de la commune et de ses infrastructures peut être observée sur les différentes représentations cartographiques du territoire : la carte de Cassini (XVIIIe siècle), la carte d'état-major (1820-1866) et les cartes ou photos aériennes de l'IGN pour la période actuelle (1950 à aujourd'hui).

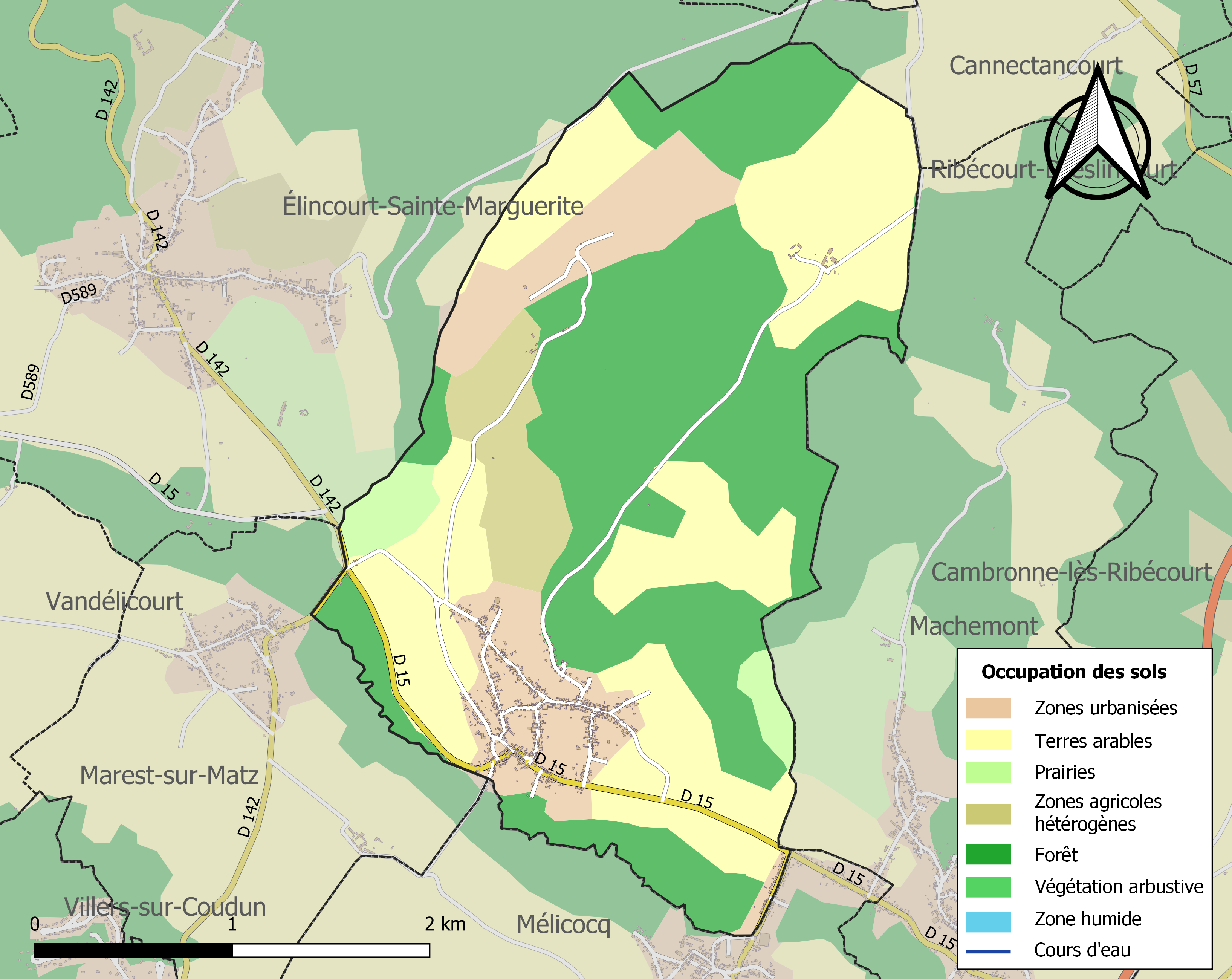
Carte des infrastructures et de l'occupation des sols de la commune en 2018 (CLC).

### Lieux-dits, hameaux et écarts
La Cense est un écart situé au nord du village.

### Habitat et logement
En 2018, le nombre total de logements dans la commune était de 408, alors qu'il était de 385 en 2013 et de 365 en 2008.
Parmi ces logements, 89,9 % étaient des résidences principales, 2 % des résidences secondaires et 8,1 % des logements vacants. Ces logements étaient pour 93,3 % d'entre eux des maisons individuelles et pour 5,6 % des appartements.
Le tableau ci-dessous présente la typologie des logements à Chevincourt en 2018 en comparaison avec celle de l'Oise et de la France entière. Une caractéristique marquante du parc de logements est ainsi une proportion de résidences secondaires et logements occasionnels (2 %) inférieure à celle du département (2,5 %) mais supérieure à celle de la France entière (9,7 %). Concernant le statut d'occupation de ces logements, 81,4 % des habitants de la commune sont propriétaires de leur logement (82,7 % en 2013), contre 61,4 % pour l'Oise et 57,5 pour la France entière.
| Typologie                                               | Chevincourt | Oise | France entière |
| ------------------------------------------------------- | ----------- | ---- | -------------- |
| Résidences principales (en %)                           | 89,9        | 90,4 | 82,1           |
| Résidences secondaires et logements occasionnels (en %) | 2           | 2,5  | 9,7            |
| Logements vacants (en %)                                | 8,1         | 7,1  | 8,2            |

### Voies de communication et transports
La commune est desservie, en 2023, par les lignes 664, 681, 6306 et 6334 du réseau interurbain de l'Oise.

## Toponymie
Le nom de la localité est attesté sous les formes Civinocurtis in pago belvacensi (831) ; Civinocurtem (843) ; Civinicurtis (845) ; Civincurtis (878) ; de Civinocurte (878) ; Civinocurtis (1151) ; Civencurtis (1172) ; Civencuth (1172) ; Guido de Cevincourt (1231) ; Chevincort (1250) ; Chevincourt (1304) ; Chivincourt (1540) ; Chivancourt (XVIe) ; Chivencourt (XVIe) ; Chenincour (1667).

## Histoire

### Antiquité
Des médailles romaines sont découvertes en 1838 au lieu-dit la Plaine.

### Moyen Âge
Selon Émile Coët, « la terre de Chevincourt appartenait à l'abbaye de Saint-Riquier ou de Centule ; la possession fut confirmée à ce monastère par le roi Louis le Débonnaire, le 3 du mois d'avril 817, sous le nom de Cinani curtem cum Bronoïlo (...) 
En 878, Louis le Bègue, à la demande de l'abbé Guelfe de Sainte-Colombe, exempta les habitants de Chevincourt du logement des gens de guerre, dont ils étaient fort incommodés, à cause des mouvements de troupes qui avaient lieu pour protéger les diocèses de Beauvais et de Noyon, contre les incursions des Normands. (...)
Au mois de novembre 1266, l'abbaye racheta de Jean, seigneur de Coudun, chevalier, du consentement de sa femme Eustache, le manoir de Chevincourt, avec quatre hôtes, des vignes, des terres et des bois. Le roi Louis IX donna des lettres de confirmation et d'amortissement, au mois de février de la même année.
Des difficultés s'élevèrent plusieurs fois entre l'abbaye et le prieuré de Saint-Amand, à propos de leurs droits respectifs à Chevincourt, notamment en 1180 et en 1484. Dans celte dernière année, le 24 août, une sentence arbitrale fixa et modifia les limites de leurs propriétés et des dimages
Les vignobles de l'abbaye étaient affermés, à la charge, par les habitants, de lui délivrer l'ame de leurs raisins, après les avoir foulés une nuit seulement, sans les charger pour écouler plus fort que de raison, « sans cavilation, ni tricherie, » ce qui fut établi
par des lettres de Jean de Bouberch, bailli du temporel de l'abbaye, en l'année 1401. On récoltait ainsi assez de vin pour la consommation du couvent pendant toute l'année ».

### Époque moderne
« En 1730, la terre et seigneurie de Chevincourt consistaient en deux fermes, un moulin, des dîmes, champart, droits de justice et autres ».
Le curé de Chevincourt touchait de l'abbaye, quatre cents livres pour les grosses dîmes. L'abbé de Saint-Riquier nommait le curé, qui portait le titre de sous-prieur. La paroisse relevait du doyenné de Coudun et de l'archidiaconé de Breteuil.
Sous l'Ancien Régime, Chevincourt dépendait du bailliage et de l'élection de Compiègne, et de la généralité de Paris.
Un édit royal du mois de juin 1787, crée une assemblée municipale à Chevincourt.

### Époque contemporaine
A la fin du XIXe siècle, Chevincourt comptait deux moulins à eau produisant de la farine.

#### Première Guerre mondiale
Chevincourt est envahie dès le début de la Première Guerre mondiale le 31 août 1914 et occupée jusqu'au 11 novembre 1914. Proche du front, le village devient  un  lieu de cantonnement de troupes françaises tandis que sa partie nord-est, et notamment les carrières, est soumise régulièrement  à des échanges d'artillerie.
Après l'Opération Alberich de  mars 1917, le front s'éloigne, mais les habitants doivent évacuer Chevincourt lors de l'Offensive du Printemps 1918. Le village est au centre des combats de la bataille du Matz (9 - 11 juin 1918). Les Allemands occupent alors le village, qui n'est libéré que par la contre-offensive du 10 août 1918 menée par les soldats du 288e RI et 12e RI.
175 soldats sont morts à Chevincourt, dont 161 dans les combats de juin et août 1918,.
Chevincourt a été détruit à plus de 80 %, et 22 soldats mobilisés originaires du village et un civil ont été tués pendant la Guerre.
Il a été décoré de la Croix de guerre 1914-1918 le 21 février 1921.

## Politique et administration

### Rattachements administratifs et électoraux

#### Rattachements administratifs
La commune se trouve dans l'arrondissement de Compiègne du département de l'Oise.
Elle faisait partie depuis 1801 du canton de Ribécourt-Dreslincourt. Dans le cadre du redécoupage cantonal de 2014 en France, cette circonscription administrative territoriale a disparu, et le canton n'est plus qu'une circonscription électorale.

#### Rattachements électoraux
Pour les élections départementales, la commune fait partie depuis 2014 du canton de Thourotte
Pour l'élection des députés, elle fait partie de la sixième circonscription de l'Oise.

### Intercommunalité
Chevincourt est membre de la communauté de communes des Deux Vallées, un établissement public de coopération intercommunale (EPCI) à fiscalité propre créé en 1996 et auquel la commune a transféré un certain nombre de ses compétences, dans les conditions déterminées par le code général des collectivités territoriales.
Dans le cadre des dispositions de la loi portant nouvelle organisation territoriale de la République du 7 août 2015, qui prévoit que les établissements publics de coopération intercommunale (EPCI) à fiscalité propre doivent avoir un minimum de 15 000 habitants, cette intercommunalité a fusionné avec sa voisine pour former, le 1er janvier 2017, la communauté de communes du Haut Pays du Montreuillois dont est désormais membre la commune.

### Liste des maires
| Période                                  | Période                       | Identité        | Étiquette | Qualité                                    |
| ---------------------------------------- | ----------------------------- | --------------- | --------- | ------------------------------------------ |
| Les données manquantes sont à compléter. |                               |                 |           |                                            |
| mars 2001                                | En cours (au 2 décembre 2021) | Annie Genermont |           | Retraitée Réélue pour le mandat 2020-2026, |

## Équipements et services publics
Les enfants de la commune sont scolarisés avec ceux de Machemont dans le cadre d'un regroupement pédagogique intercommunal. L'école de Chevincourt  date de la fin des années 1990

## Population et société

### Démographie

#### Évolution démographique
L'évolution du nombre d'habitants est connue à travers les recensements de la population effectués dans la commune depuis 1793. Pour les communes de moins de 10 000 habitants, une enquête de recensement portant sur toute la population est réalisée tous les cinq ans, les populations de référence des années intermédiaires étant quant à elles estimées par interpolation ou extrapolation. Pour la commune, le premier recensement exhaustif entrant dans le cadre du nouveau dispositif a été réalisé en 2005.

En 2022, la commune comptait 782 habitants, en évolution de −9,8 % par rapport à 2016 (Oise : +0,87 %, France hors Mayotte : +2,11 %).
| 1793 | 1800 | 1806 | 1821 | 1831 | 1836 | 1841 | 1846 | 1851 |
| ---- | ---- | ---- | ---- | ---- | ---- | ---- | ---- | ---- |
| 569  | 687  | 770  | 684  | 791  | 800  | 784  | 780  | 670  |

| 1856 | 1861 | 1866 | 1872 | 1876 | 1881 | 1886 | 1891 | 1896 |
| ---- | ---- | ---- | ---- | ---- | ---- | ---- | ---- | ---- |
| 652  | 659  | 705  | 681  | 672  | 646  | 619  | 605  | 641  |

| 1901 | 1906 | 1911 | 1921 | 1926 | 1931 | 1936 | 1946 | 1954 |
| ---- | ---- | ---- | ---- | ---- | ---- | ---- | ---- | ---- |
| 613  | 596  | 558  | 429  | 427  | 396  | 424  | 446  | 439  |

| 1962 | 1968 | 1975 | 1982 | 1990 | 1999 | 2005 | 2006 | 2010 |
| ---- | ---- | ---- | ---- | ---- | ---- | ---- | ---- | ---- |
| 538  | 623  | 640  | 687  | 738  | 789  | 813  | 814  | 848  |

| 2015 | 2020 | 2022 | - | - | - | - | - | - |
| ---- | ---- | ---- | - | - | - | - | - | - |
| 872  | 790  | 782  | - | - | - | - | - | - |

#### Pyramide des âges
La population de la commune est relativement jeune.
En 2018, le taux de personnes d'un âge inférieur à 30 ans s'élève à 31,1 %, soit en dessous de la moyenne départementale (37,3 %). À l'inverse, le taux de personnes d'âge supérieur à 60 ans est de 27,4 % la même année, alors qu'il est de 22,8 % au niveau départemental.
En 2018, la commune comptait 422 hommes pour 422 femmes, soit un taux de 50 % de femmes, légèrement inférieur au taux départemental (51,11 %).
Les pyramides des âges de la commune et du département s'établissent comme suit.
| Hommes | Classe d’âge | Femmes |
| ------ | ------------ | ------ |
| 0,5    | 90 ou +      | 0,3    |
| 6,8    | 75-89 ans    | 9,1    |
| 18,5   | 60-74 ans    | 19,5   |
| 26,1   | 45-59 ans    | 23,8   |
| 18,0   | 30-44 ans    | 15,2   |
| 15,4   | 15-29 ans    | 15,9   |
| 14,7   | 0-14 ans     | 16,2   |

| Hommes | Classe d’âge | Femmes |
| ------ | ------------ | ------ |
| 0,5    | 90 ou +      | 1,4    |
| 5,5    | 75-89 ans    | 7,6    |
| 15,6   | 60-74 ans    | 16,3   |
| 20,8   | 45-59 ans    | 20     |
| 19,4   | 30-44 ans    | 19,4   |
| 17,6   | 15-29 ans    | 16,2   |
| 20,6   | 0-14 ans     | 19,1   |

## Culture locale et patrimoine

### Lieux et monuments
- Église Saint-Pierre, dont le chœur date du XVIe siècle et est de style Renaissance. La travée droite est délimitée par quatre pilastres surmontés de chapiteaux d'ordre composite (c'est-à-dire mélangeant les ordres dorique, caractérisé par les volutes d'angle, et corinthien, caractérisé par la feuille d'acanthe). Un cartouche au-dessus du premier pilastre sud porte la date de 1539. Le chœur s'achève par une abside à cinq pans en hémicycle séparés par une colonne en délit surmontée  d'un chapiteau corinthien aux angles décorés de têtes humaines supportant des statues récentes et un dais décoré avec art. Chaque dais est différent et constitue une architecture en miniature accueillant  le répertoire décoratif propre à la Renaissance : coquilles Saint-Jacques, feuilles de choux, pilastres à décor de losanges, frontons triangulaires, petits dômes…
Très largement détruite en 1918 — le clocher a été alors totalement détruit et la nef fortement endommagée — l'église s'est vue dotée d"un nouveau clocher dans les années 1920, qui s'inspire du précédent, datant sans doute du XIXe siècle  La nef, refaite également, comporte des arcades reçues sur des piles rectangulaires et s'inspire de la construction précédente.
On peut noter un tabernacle remarquable du XVIIe siècle[36].

### Personnalités liées à la commune
- Hugues de Chevincourt est abbé de Saint-Riqnier, de 1210 à 1236[20].
- Henri de la Ruelle de Chevincourt et Hessie, son épouse, donnent en 1250 en aumône à l'abbaye d'Ourscamp, une vigne située à Chevincourt, au lieu appelé : Sommiers[20].
- Gaucher, châtelain de Thourotte et de Noyon, donne en 1283, aux Grandmontains (Bonshommes) de Francport, une rente annuelle de deux muids du meilleur vin, à prendre sur ses tailles de Chevincourt[20].
- Lord William Ashbourne (1868-1942), noble britannique  qui a milité pour la création de l'État irlandais, époux en 1896 de Marianne de Monbrison. Il a participé à la reconstruction de l'église de Chevincourt avant de s'installer définitivement en France en 1939/1940. Interné au camp de Royallieu au début de l'occupation, il meurt en 1942 et est inhumé au cimetière communal[37]
- Angus Maddison (1926-2010), économiste et historien britannique, professeur émérite à l'Université de Groningue, a habité la commune[réf. nécessaire].
- Mylène Farmer (1961- ), auteure-compositrice-interprète, productrice et actrice franco-canadienne, a possédé une maison à Chevincourt[réf. nécessaire]

### Héraldique
| Blason de Chevincourt | Blason  | D'or à la croix pattée et alésée de sable; à la champagne ondée de gueules sommée d'argent et chargée d'un listel d'or surchargé de l'inscription « CHEVINCOURT » en lettres de sable. |
| Blason de Chevincourt | Détails | Le statut officiel du blason reste à déterminer. |